# Le Carbet
Le Carbet è un comune francese di 3.844 abitanti situato nel dipartimento d'oltre mare della Martinica.